# Массангано
Массангано (порт. Massangano) — деревня и одноимённая коммуна, расположенная в Северной Кванзе, в западной части Анголы. 

## История

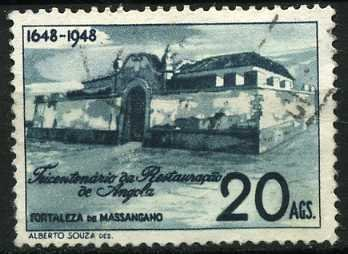
Почтовая марка Анголы с крепостью Массангано, 1948 г.

Первоначально этот регион был населен народом мбунду и служил крупным торговым центром задолго до прихода португальцев в конце XV века.
Португальцы обосновались в Массангано в начале XVI века, главным образом в торговых целях. Этот регион был стратегически расположен вдоль реки Кванза, которая обеспечивала доступ к внутренним районам Анголы и маршрутам работорговли. Массангано стал важным центром поимки, порабощения и транспортировки африканских рабов в Америку. Рабы подвергались жестоким условиям и принудительному труду, работая на плантациях, шахтах и в других отраслях промышленности.
В 1580 году произошла битва португальцев с королем Килуанге из Нголы. После победы португальцев в 1583 году здесь была построена крепость Массангано, чтобы подчеркнуть военное присутствие португальцев.
В 1596 году в Массангано образовано католическое епископство.
В 1836 году португальское правительство официально отменило работорговлю в Анголе. Однако институт рабства сохранялся до 1878 года, когда рабство было окончательно отменено на всей территории Португалии, включая Массангано.
В 1923 году крепость Массангано была внесена в список национальных памятников. В 1996 году подана заявка на включение в список Всемирного наследия ЮНЕСКО.

## Достопримечательности
В Массангано расположено здание одной из древнейших церквей. Церковь Богоматери–Победы (порт. Nossa Senhōra da Victoria) построена по приказу губернатора провинции в 1603 году. В ней содержалось несколько рабов, и она была местом религиозного крещения. В 1925 году церковь признана национальным памятником. Является государственной собственностью, и ответственность за содержание и сохранность лежит на Министерстве культуры Анголы.